# Anthony Peter Druce
Anthony Peter Druce ( * 1920 - 1999) fue un botánico.

## Algunas publicaciones
- 1962. "Trees, shrubs, and lianes of New Zealand (including wild hybrids): a checklist." Compiladi por AP Druce. Ed, Botany Division, Dto. Scientific and Industrial Research

## Honores
- La abreviatura «A.P.Druce» se emplea para indicar a Anthony Peter Druce como autoridad en la descripción y clasificación científica de los vegetales.[1]